# Ли, Олег Сафронович
Оле́г Сафро́нович Ли (род. 4 мая 1942, Наманган, Узбекская ССР, СССР) — советский и казахский актёр театра и кино, театральный режиссёр
. Заслуженный деятель искусств Республики Казахстана (1998).

## Биография
Родился 4 мая 1942 года в городе Наманган, Узбекская ССР.
В 1961 году окончил Ташкентский электромеханический техникум.
В 1969 году окончил Ташкентский энергетический институт связи.
В 1975 году окончил актерский факультет Казахской государственной консерватории имени Курмангазы, в 1983 году окончил режиссёрский факультет Алматинского государственного театрально-художественного института.

## Трудовая деятельность
- С 1969 по 1971 гг. — инженер-радист Корейского ансамбля песни и танца «Каягым» Узгосфилармонии (г. Ташкент).
- С 1975 по 1989 гг. — актёр, режиссёр Государственного Корейского театра музыкальной комедии.
- С 1989 по 1994 гг. — директор ХТПО «Ты и Я», ТПО «Гаухартас».
- С 1994 по 1996 гг. — художественный руководитель «Театра наций» (г. Алматы).
- С 1996 г. — главный режиссёр Казахстанского республиканского корейского театра музыкальной комедии (г. Алматы).
- С 1982 по 1984 гг. — преподаватель мастерства актёра Алматинского государственного театрально-художественного института.

## Фильмография
- 2019 — Бизнес по-казахски в Корее (Казахстан) — дедушка
- 2013 — Красные горы (сериал, Россия) — Тан, монах
- 2010 — Цунгцванг (Казахстан)
- 2010 — Земля обетованная | Жеруйык (Казахстан)
- 2009 — Исаев | Пароль не нужен. Часть 2 (cериал, Россия) — Мацушима
- 2009 — Из жизни капитана Черняева | Без суда и следствия. Фильм № 2 (cериал, Россия)
- 2007 — Шима | Shima (Узбекистан)
- 2006 — Кочевник | The Warrior | Көшпенділер (Казахстан) — стражник
- 2004 — Богатство (сериал, Россия) — солдат-японец
- 1996—2000 — Перекрёсток (сериал, Казахстан) — Юрий Пак, бизнесмен
- 1992 — Семь сорок (Украина) — Иван Степанович Пак, советский кореец, промышлявший уссурийского тигра
- 1992 — Гангстеры в океане — капитан Месото (роль озвучил В. Шалевич)
- 1991 — Затерянный в Сибири | Lost In Siberia (Россия, Великобритания) — генерал Такахиши
- 1989 — Месть (Казахстан)
- 1989 — Маньчжурский вариант | Хокуман Отель (СССР) — генерал Ханда
- 1988 — Шаг | А Step | 未来への伝言 (СССР, Япония) — эпизод
- 1986 — Тайны мадам Вонг | Тайны королевы пиратов (СССР) — Ван-Лю
- 1986 — Звездочёт — оккультист из Японии
- 1986 — Бармен из «Золотого якоря» — стюард
- 1982 — Срочно… Секретно… Губчека — Хигучи
- 1982 — Казачья застава — хунхуз (китайский бандит)
- 1981 — Право на выстрел — телеграфист «Киёси»
- 1980 — Люди в океане — Ван, шкипер китайской рыболовной шхуны
- 1979 — Последняя охота — Такео, член экипажа шхуны
- 1977 — Транссибирский экспресс — Исидо, телохранитель Сайто
- 1972 — Я — Тянь-Шань

## Театральные работы
- «Колокола из ада» (музыкальная драма) Ен Сен Нена
- «Сказание о Янбане» (музыкальная драма) Хан Дина
- «Ты — мне, я — тебе» (комедия) Хан Дина
- «Колыбельная» (драма) Т. Миннуллина
- «Не цветёт вишня осенью» (лирическая драма) Г. Кан
- «Не умирайте молодыми» (драма) Цой Ен Гына
- «Память» (драма) Л. Сона и С. Ли
- «Тартюф» (комедия) Мольера
- «Куплю вашего мужа» (лирическая драма) М. Задорнова
- «Дом Бернарды Альбы» (драма) Г. Лорки
- «Наследники» (драма) Д. Исабекова
- «Принц трёх царств» (музыкальная фантазия) Д. Накипова
- «Сим Чен ден» (мюзикл) Цой Ен Гына
- «Для Вас, Любимые!» (театрализованное представление) О. Ли и Г. Юна
- «Салем! Салем! Салем!» (театрализованное представление) О. Ли и Л. Ким
- «Под музыку Вивальди» (концерт популярной классики) О. Ли, Н. Ким, Г. Юна
- «Хон, летящий через столетия» (драма) О. Ли

## Награды
- 1981 — Лауреат Премия КГБ СССР за исполнение роли в фильме «Люди в океане»;
- 1998 — Присвоено почётное звание «Заслуженный деятель искусств Республики Казахстана»;
- 2002 — Орден Курмет из рук президента РК[1];
- 2011 — Медаль «20 лет независимости Республики Казахстан»;
- 2017 — Медаль «Ветеран труда» (Казахстан)[2];
- 2022 (3 мая) — Указом президента РК награждён орденом «Барыс» II степени — за большой вклад в развитие театрального искусства и в связи с 80-летием со дня рождения[3].